# Hélène Cortin
Hélène Cortin (Dunkerque, 7 de febrero de 1972) es una deportista francesa que compitió en remo.
Participó en dos Juegos Olímpicos de Verano, obteniendo una medalla de bronce en Atlanta 1996, en la prueba de dos sin timonel, y el séptimo lugar en Barcelona 1992, en el cuatro sin timonel.
Ganó dos medallas de oro en el Campeonato Mundial de Remo, en los años 1993 y 1994.

## Palmarés internacional
| Juegos Olímpicos   | Juegos Olímpicos              | Juegos Olímpicos  | Juegos Olímpicos |
| Año                | Lugar                         | Medalla           | Prueba           |
| ------------------ | ----------------------------- | ----------------- | ---------------- |
| 1996               | Atlanta (Estados Unidos)      | Medalla de bronce | Dos sin timonel  |
| Campeonato Mundial |                               |                   |                  |
| Año                | Lugar                         | Medalla           | Prueba           |
| 1993               | Račice (República Checa)      | Medalla de oro    | Dos sin timonel  |
| 1994               | Indianápolis (Estados Unidos) | Medalla de oro    | Dos sin timonel  |